# Tornei di tennis maschili nel 1928
Prima della nascita della cosiddetta "Era Open" del tennis, ossia l'apertura ai tennisti professionisti dei tornei che prima di quell'anno erano riservati ai tennisti dilettanti. Nel 1928 i tornei si distinguevano in pro e amatoriali: ai primi potevano partecipare solo i giocatori professionisti, mentre ai secondi potevano partecipare solo i tennisti dilettanti. Tutti i tornei più importanti erano amatoriali tra questi c'erano i tornei del Grande Slam: gli Australian Championships, gli Internazionali di Francia, il Torneo di Wimbledon e gli U.S. National Championships.

## Calendario

### Legenda
| Tornei amatoriali       |
| Tornei professionistici |

### Gennaio
| Settimana  | Torneo                                                                        | Vincitore                                    | Finalista            | Semifinalisti | Eliminati ai quarti |
| ---------- | ----------------------------------------------------------------------------- | -------------------------------------------- | -------------------- | ------------- | ------------------- |
| 2 gennaio  | Torneo di Juan-les-Pins 1928 Juan les Pins, Francia Singolare - Doppio        | Henry George Mayes 6-0 6-3 6-3               | Eskel Dundas Andrews |               |                     |
| 2 gennaio  | Torneo di Juan-les-Pins 1928 Juan les Pins, Francia Singolare - Doppio        |                                              |                      |               |                     |
| 12 gennaio | Bristol Cup 1928 Beaulieu-sur-Mer, Francia Singolare - Doppio                 | Karel Koželuh 6-3 6-2 6-4                    | Roman Najuch         |               |                     |
| 12 gennaio | Bristol Cup 1928 Beaulieu-sur-Mer, Francia Singolare - Doppio                 |                                              |                      |               |                     |
| 16 gennaio | New Courts Club Championships 1928 Cannes, Francia Singolare - Doppio         | Henry George Mayes 8-6 6-3 6-1               | Charles Aeschliman   |               |                     |
| 16 gennaio | New Courts Club Championships 1928 Cannes, Francia Singolare - Doppio         |                                              |                      |               |                     |
| 23 gennaio | Metropole Club Championships 1928 Cannes, Francia Singolare - Doppio          | Henri Cochet 6-8 6-3 10-8 6-1                | Henry George Mayes   |               |                     |
| 23 gennaio | Metropole Club Championships 1928 Cannes, Francia Singolare - Doppio          |                                              |                      |               |                     |
| 23 gennaio | Buffalo Indoor 1928 Buffalo, USA Singolare - Doppio                           | Bill Tilden 8-6 6-2 8-10 10-8                | Francis Hunter       |               |                     |
| 23 gennaio | Buffalo Indoor 1928 Buffalo, USA Singolare - Doppio                           |                                              |                      |               |                     |
| 28 gennaio | Canadian Covered Court Championships 1928 Montréal, Canada Singolare - Doppio | George Lott 6-3 6-4 7-5                      | Francis Shields      |               |                     |
| 28 gennaio | Canadian Covered Court Championships 1928 Montréal, Canada Singolare - Doppio |                                              |                      |               |                     |
| 30 gennaio | Australian Championships 1928 Sydney, Australia Singolare - Doppio            | Jean Borotra 6-4 6-1 4-6 5-7 6-3             | Jack Cummings        |               |                     |
| 30 gennaio | Australian Championships 1928 Sydney, Australia Singolare - Doppio            | Jean Borotra Jacques Brugnon 6-2 4-6 6-4 6-4 | Gar Moon Jim Willard |               |                     |
| 30 gennaio | Gallia Club Championships 1928 Cannes, Francia Singolare - Doppio             | Henri Cochet 2-6 1-6 6-3 6-0 6-3             | Henry George Mayes   |               |                     |
| 30 gennaio | Gallia Club Championships 1928 Cannes, Francia Singolare - Doppio             |                                              |                      |               |                     |

### Febbraio
| Settimana   | Torneo                                                                        | Vincitore                           | Finalista               | Semifinalisti | Eliminati ai quarti |
| ----------- | ----------------------------------------------------------------------------- | ----------------------------------- | ----------------------- | ------------- | ------------------- |
| Febbraio    | French Covered Court Championships 1928 Parigi, Francia Singolare - Doppio    | René de Buzelet 6-4 4-6 3-6 6-3 7-5 | Pierre Henry Landry     |               |                     |
| Febbraio    | French Covered Court Championships 1928 Parigi, Francia Singolare - Doppio    | Kingsbury Patrick Wheatley          |                         |               |                     |
| 6 febbraio  | Carlton Club Championships 1928 Cannes, Francia Singolare - Doppio            | Bela von Kehrling 6-0 2-6 6-3 6-2   | Emmanuel du Plaix       |               |                     |
| 6 febbraio  | Carlton Club Championships 1928 Cannes, Francia Singolare - Doppio            |                                     |                         |               |                     |
| 13 febbraio | Nice First Meeting 1928 Nizza, Francia Singolare - Doppio                     | Henri Cochet 6-2 6-1 8-6            | Bela von Kehrling       |               |                     |
| 13 febbraio | Nice First Meeting 1928 Nizza, Francia Singolare - Doppio                     |                                     |                         |               |                     |
| 14 febbraio | Casino Heights Invitational 1928 New York, USA Singolare - Doppio             | Manuel Alonso 6-1 6-1 3-6 6-4       | Francis Townsend Hunter |               |                     |
| 14 febbraio | Casino Heights Invitational 1928 New York, USA Singolare - Doppio             |                                     |                         |               |                     |
| 20 febbraio | Beaulieu First Meeting 1928 Beaulieu-sur-Mer, Francia Singolare - Doppio      | Jan Koželuh 6-1 7-5 ritiro          | Bela von Kehrling       |               |                     |
| 20 febbraio | Beaulieu First Meeting 1928 Beaulieu-sur-Mer, Francia Singolare - Doppio      |                                     |                         |               |                     |
| 24 febbraio | Bermuda International Championships 1928 Hamilton, Bermuda Singolare - Doppio | Herbert L. Bowman 6-4 6-1 6-3       | H.W.H. Powell           |               |                     |
| 24 febbraio | Bermuda International Championships 1928 Hamilton, Bermuda Singolare - Doppio |                                     |                         |               |                     |
| 25 febbraio | South Australian Championships 1928 Adelaide, Australia Singolare - Doppio    | Richard Schlesinger 6-3, 6-2, 6-2   | Garton Hone             |               |                     |
| 25 febbraio | South Australian Championships 1928 Adelaide, Australia Singolare - Doppio    |                                     |                         |               |                     |

### Marzo
| Settimana | Torneo                                                                            | Vincitore                             | Finalista                 | Semifinalisti | Eliminati ai quarti |
| --------- | --------------------------------------------------------------------------------- | ------------------------------------- | ------------------------- | ------------- | ------------------- |
| marzo     | Queen's Covered Court Championships 1928 Londra, Gran Bretagna Singolare - Doppio | Nigel Sharpe 6-1 6-3 2-6 5-7 6-3      | Edward Higgs              |               |                     |
| marzo     | Queen's Covered Court Championships 1928 Londra, Gran Bretagna Singolare - Doppio |                                       |                           |               |                     |
| marzo     | New South Wales Hard Court Championships 1928 Dubbo, Australia Singolare - Doppio | Fred Kalms                            | non conosciuta (bandiera) |               |                     |
| marzo     | New South Wales Hard Court Championships 1928 Dubbo, Australia Singolare - Doppio |                                       |                           |               |                     |
| marzo     | Egyptian International Championships 1928 Il Cairo, Egitto Singolare - Doppio     | Jacques Grandguillot                  | non conosciuta (bandiera) |               |                     |
| marzo     | Egyptian International Championships 1928 Il Cairo, Egitto Singolare - Doppio     |                                       |                           |               |                     |
| 4 marzo   | Metropolitan Indoor 1928 New York, USA Singolare - Doppio                         | Lawrence Kurzrok 8-10 3-6 6-4 7-5 6-4 | Edward G. Tarangioli      |               |                     |
| 4 marzo   | Metropolitan Indoor 1928 New York, USA Singolare - Doppio                         |                                       |                           |               |                     |
| 4 marzo   | South Florida Championships 1928 Miami Beach, USA Singolare - Doppio              | Francis Townsend Hunter               | John Hennessey            |               |                     |
| 4 marzo   | South Florida Championships 1928 Miami Beach, USA Singolare - Doppio              |                                       |                           |               |                     |
| 5 marzo   | Riviera Championships 1928 Mentone, Francia Singolare - Doppio                    | Bela von Kehrling 6-1 8-6 1-6 6-3     | Erik Worm                 |               |                     |
| 5 marzo   | Riviera Championships 1928 Mentone, Francia Singolare - Doppio                    |                                       |                           |               |                     |
| 6 marzo   | Monte Carlo Cup 1928 Monte Carlo, Monte Carlo Singolare - Doppio                  | Henri Cochet 3-6 2-6 6-3 6-3 6-2      | Bela von Kehrling         |               |                     |
| 6 marzo   | Monte Carlo Cup 1928 Monte Carlo, Monte Carlo Singolare - Doppio                  |                                       |                           |               |                     |
| 10 marzo  | Florida State Championships 1928 Palm Beach, USA Singolare - Doppio               | Francis Townsend Hunter 6-4 15-13 6-2 | John Hennessey            |               |                     |
| 10 marzo  | Florida State Championships 1928 Palm Beach, USA Singolare - Doppio               |                                       |                           |               |                     |
| 12 marzo  | South of France Championships 1928 Nizza, Francia Singolare - Doppio              | Charles Aeschliman 7-5 9-7 6-3        | George Lyttleton Rogers   |               |                     |
| 12 marzo  | South of France Championships 1928 Nizza, Francia Singolare - Doppio              |                                       |                           |               |                     |
| 12 marzo  | Torneo di Bordighera 1928 Bordighera, Italia Singolare - Doppio                   | Erik Worm 6-3 3-6 4-6 8-6 7-5         | Johann Philip Buss        |               |                     |
| 12 marzo  | Torneo di Bordighera 1928 Bordighera, Italia Singolare - Doppio                   |                                       |                           |               |                     |
| 17 marzo  | US Indoors 1928 New York, USA Singolare - Doppio                                  | Bill Aydelotte 2-6 6-1 3-6 6-4 6-2    | Julius Seligson           |               |                     |
| 17 marzo  | US Indoors 1928 New York, USA Singolare - Doppio                                  |                                       |                           |               |                     |
| 17 marzo  | Southern Pro Championships 1928 Palm Beach, USA Singolare - Doppio                | Vincent Richards 6-2 5-7 6-4          | Paul Heston               |               |                     |
| 17 marzo  | Southern Pro Championships 1928 Palm Beach, USA Singolare - Doppio                |                                       |                           |               |                     |
| 18 marzo  | Southeastern Championships 1928 Ortega, USA Singolare - Doppio                    | John Hennessey 6-4 6-3 6-4            | Wilmer Allison            |               |                     |
| 18 marzo  | Southeastern Championships 1928 Ortega, USA Singolare - Doppio                    |                                       |                           |               |                     |
| 19 marzo  | Italian Riviera Championships 1928 San Remo, Italia Singolare - Doppio            | Placido Gaslini 6-2 7-5 2-6 4-6 7-5   | Erik Worm                 |               |                     |
| 19 marzo  | Italian Riviera Championships 1928 San Remo, Italia Singolare - Doppio            |                                       |                           |               |                     |
| 19 marzo  | Côte d'Azur Championships 1928 Cannes, Francia Singolare - Doppio                 | Henri Cochet walkover                 | Otto Froitzheim           |               |                     |
| 19 marzo  | Côte d'Azur Championships 1928 Cannes, Francia Singolare - Doppio                 |                                       |                           |               |                     |
| 26 marzo  | Cannes Championships 1928 Cannes, Francia Singolare - Doppio                      | Henry George Mayes walkover           | Henri Cochet              |               |                     |
| 26 marzo  | Cannes Championships 1928 Cannes, Francia Singolare - Doppio                      |                                       |                           |               |                     |

### Aprile
| Settimana  | Torneo                                                                                      | Vincitore                              | Finalista               | Semifinalisti | Eliminati ai quarti |
| ---------- | ------------------------------------------------------------------------------------------- | -------------------------------------- | ----------------------- | ------------- | ------------------- |
| aprile     | South African Championships 1928 Città del Capo, Sudafrica Singolare - Doppio               | J.C.G. Eaglestone 6–4, 6–1, 6–4        | George Dodd             |               |                     |
| aprile     | South African Championships 1928 Città del Capo, Sudafrica Singolare - Doppio               |                                        |                         |               |                     |
| aprile     | Belgian International Covered Court Championships 1928 Bruxelles, Belgio Singolare - Doppio | Roger George 6-1 6-2 7-5               | Jean Washer             |               |                     |
| aprile     | Belgian International Covered Court Championships 1928 Bruxelles, Belgio Singolare - Doppio |                                        |                         |               |                     |
| 1º aprile  | South Atlantic Championships 1928 Augusta, USA Singolare - Doppio                           | George Lott walkover                   | Tamino Abe              |               |                     |
| 1º aprile  | South Atlantic Championships 1928 Augusta, USA Singolare - Doppio                           |                                        |                         |               |                     |
| 2 aprile   | Torneo di Biarritz 1928 Biarritz, Francia Singolare - Doppio                                | Henri Cochet 6-3 6-3 3-6 6-2           | Roger George            |               |                     |
| 2 aprile   | Torneo di Biarritz 1928 Biarritz, Francia Singolare - Doppio                                |                                        |                         |               |                     |
| 2 aprile   | Beaulieu Second Meeting 1928 Beaulieu-sur-Mer, Francia Singolare - Doppio                   | Erik Worm 6-3 2-6 6-0 7-5              | George Lyttleton Rogers |               |                     |
| 2 aprile   | Beaulieu Second Meeting 1928 Beaulieu-sur-Mer, Francia Singolare - Doppio                   |                                        |                         |               |                     |
| 7 aprile   | Western North Carolina Championships 1928 Asheville, USA Singolare - Doppio                 | George Lott                            | Francis Shields         |               |                     |
| 7 aprile   | Western North Carolina Championships 1928 Asheville, USA Singolare - Doppio                 |                                        |                         |               |                     |
| 9 aprile   | Beausoleil Championships 1928 (3rd Meeting) Monte Carlo, Monte Carlo Singolare - Doppio     | Henry George Mayes 5-7 2-6 7-5 6-2 8-6 | René Lacoste            |               |                     |
| 9 aprile   | Beausoleil Championships 1928 (3rd Meeting) Monte Carlo, Monte Carlo Singolare - Doppio     |                                        |                         |               |                     |
| 12 aprile  | Seventh Regiment Indoor 1928 New York, USA Singolare - Doppio                               | Herbert Bowman 6-4 6-2 5-7 6-3         | Frederick Anderson      |               |                     |
| 12 aprile  | Seventh Regiment Indoor 1928 New York, USA Singolare - Doppio                               |                                        |                         |               |                     |
| 14 aprile  | North & South Championships 1928 Pinehurst, USA Singolare - Doppio                          | George Lott 8-6 6-2 2-6 6-4 9-7        | Francis Shields         |               |                     |
| 14 aprile  | North & South Championships 1928 Pinehurst, USA Singolare - Doppio                          |                                        |                         |               |                     |
| 1-6 aprile | Roehampton Hard Court Championships 1928 Roehampton, Gran Bretagna Singolare - Doppio       | William Powell 6-3 6-1                 | Eskel Dundas Andrews    |               |                     |
| 1-6 aprile | Roehampton Hard Court Championships 1928 Roehampton, Gran Bretagna Singolare - Doppio       |                                        |                         |               |                     |
| 18 aprile  | Torneo di Marsiglia 1928 Marsiglia, Francia Singolare - Doppio                              | Henri Cochet 6-4 6-3                   | Emmanuel du Plaix       |               |                     |
| 18 aprile  | Torneo di Marsiglia 1928 Marsiglia, Francia Singolare - Doppio                              |                                        |                         |               |                     |
| 20 aprile  | Mason & Dixon Trophy 1928 White Sulphur Springs, USA Singolare - Doppio                     | George Lott 6-0 6-4 3-6 6-1            | Francis Townsend Hunter |               |                     |
| 20 aprile  | Mason & Dixon Trophy 1928 White Sulphur Springs, USA Singolare - Doppio                     |                                        |                         |               |                     |
| 23 aprile  | North London Hard Court Championships 1928 Highbury, Gran Bretagna Singolare - Doppio       | René Lacoste 6-4 6-3 6-2               | Noel Turnbull           |               |                     |
| 23 aprile  | North London Hard Court Championships 1928 Highbury, Gran Bretagna Singolare - Doppio       |                                        |                         |               |                     |
| 29 aprile  | California State Championships 1928 Ojai, USA Singolare - Doppio                            | Bill Tilden 6-2 6-1 6–0                | John Hennessey          |               |                     |
| 29 aprile  | California State Championships 1928 Ojai, USA Singolare - Doppio                            |                                        |                         |               |                     |
| 30 aprile  | British Hard Court Championships 1928 Bournemouth, Gran Bretagna Singolare - Doppio         | René Lacoste 6-2 6-2 6-2               | Patrick Spence          |               |                     |
| 30 aprile  | British Hard Court Championships 1928 Bournemouth, Gran Bretagna Singolare - Doppio         |                                        |                         |               |                     |

### Maggio
| Settimana | Torneo                                                                                | Vincitore                                 | Finalista                 | Semifinalisti | Eliminati ai quarti |
| --------- | ------------------------------------------------------------------------------------- | ----------------------------------------- | ------------------------- | ------------- | ------------------- |
| Maggio    | Southern California Championships 1928 Los Angeles, USA Singolare - Doppio            | Benjamin Gorchakoff                       | non conosciuta (bandiera) |               |                     |
| Maggio    | Southern California Championships 1928 Los Angeles, USA Singolare - Doppio            |                                           |                           |               |                     |
| 5 maggio  | New South Wales Championships 1928 Sydney, Australia Singolare - Doppio               | Fred Kalms 6-1 6-4 2-6 3-6 6-0            | James Willard             |               |                     |
| 5 maggio  | New South Wales Championships 1928 Sydney, Australia Singolare - Doppio               |                                           |                           |               |                     |
| 7 maggio  | Royal Botanical Gardens Championships 1928 Londra, Gran Bretagna Singolare - Doppio   | Henry George Mayes 6-0 9-7 6-2            | David H. Williams         |               |                     |
| 7 maggio  | Royal Botanical Gardens Championships 1928 Londra, Gran Bretagna Singolare - Doppio   |                                           |                           |               |                     |
| 11 maggio | West of England Championships 1928 Bristol, Gran Bretagna Singolare - Doppio          | Denis O'Callaghan 9-7 5-7 6-3             | Sydney M. Jacob           |               |                     |
| 11 maggio | West of England Championships 1928 Bristol, Gran Bretagna Singolare - Doppio          |                                           |                           |               |                     |
| 12 maggio | Greater New York Championships 1928 New York, USA Singolare - Doppio                  | Gilbert Hall 3-6 6-2 4-6 6-1 6-2          | Sadakazu Onda             |               |                     |
| 12 maggio | Greater New York Championships 1928 New York, USA Singolare - Doppio                  |                                           |                           |               |                     |
| 21 maggio | Surrey Championships 1928 Surbiton, Gran Bretagna Singolare - Doppio                  | Henry George Mayes 6-2 6-4                | Spence                    |               |                     |
| 21 maggio | Surrey Championships 1928 Surbiton, Gran Bretagna Singolare - Doppio                  |                                           |                           |               |                     |
| 22 maggio | Nipnichsen Club at Spuyten Duyvil Championships 1928 New York, USA Singolare - Doppio | Percy Lloyd Kynaston 5-7 6-3 1-6 6-1 6-0  | McDermott                 |               |                     |
| 22 maggio | Nipnichsen Club at Spuyten Duyvil Championships 1928 New York, USA Singolare - Doppio |                                           |                           |               |                     |
| 26 maggio | Harlem Tennis Club Championships 1928 New York, USA Singolare - Doppio                | Herbert Bowman 7-5 6-1 6-4                | Anton Von Bernuth         |               |                     |
| 26 maggio | Harlem Tennis Club Championships 1928 New York, USA Singolare - Doppio                |                                           |                           |               |                     |
| 27 maggio | Queensboro Championships 1928 Kew Gardens, USA Singolare - Doppio                     | Bernstein H. Ward Dawson titolo condiviso |                           |               |                     |
| 27 maggio | Queensboro Championships 1928 Kew Gardens, USA Singolare - Doppio                     |                                           |                           |               |                     |
| 28 maggio | Middlesex Championships 1928 Chiswick Park, Gran Bretagna Singolare - Doppio          | Randolph Lycett 2-6 7-5 7-5 6-4           | Spence                    |               |                     |
| 28 maggio | Middlesex Championships 1928 Chiswick Park, Gran Bretagna Singolare - Doppio          |                                           |                           |               |                     |

### Giugno
| Settimana | Torneo                                                                              | Vincitore                                            | Finalista                    | Semifinalisti | Eliminati ai quarti |
| --------- | ----------------------------------------------------------------------------------- | ---------------------------------------------------- | ---------------------------- | ------------- | ------------------- |
| 3 giugno  | Orange Club Championships 1928 Mountain Station, USA Singolare - Doppio             | John Doeg 6-4 1-6 6-1 6-4                            | Gilbert Hall                 |               |                     |
| 3 giugno  | Orange Club Championships 1928 Mountain Station, USA Singolare - Doppio             |                                                      |                              |               |                     |
| 4 giugno  | Torneo di Saint George's Hill 1928 Weybridge, Gran Bretagna Singolare - Doppio      | Spence 6-0 7-5                                       | John Brian Gilbert           |               |                     |
| 4 giugno  | Torneo di Saint George's Hill 1928 Weybridge, Gran Bretagna Singolare - Doppio      |                                                      |                              |               |                     |
| 4 giugno  | Internazionali di Francia 1928 Parigi, Francia Singolare - Doppio                   | Henri Cochet 5-7 6-3 6-1 6-3                         | René Lacoste                 |               |                     |
| 4 giugno  | Internazionali di Francia 1928 Parigi, Francia Singolare - Doppio                   | Jean Borotra Jacques Brugnon 6-4, 3-6, 6-2, 3-6, 6-4 | Henri Cochet Ren de Buzelet  |               |                     |
| 4 giugno  | Brooklyn Championships 1928 New York, USA Singolare - Doppio                        | Bill Aydelotte 1-6 2-6 6-0 6-2 6-0                   | Sadakazu Onda                |               |                     |
| 4 giugno  | Brooklyn Championships 1928 New York, USA Singolare - Doppio                        |                                                      |                              |               |                     |
| 4 giugno  | Bronx County Championships 1928 New York, USA Singolare - Doppio                    | William Fiebleman                                    | H. Ward Dawson               |               |                     |
| 4 giugno  | Bronx County Championships 1928 New York, USA Singolare - Doppio                    |                                                      |                              |               |                     |
| 4 giugno  | Northern Championships 1928 Liverpool, Gran Bretagna Singolare - Doppio             | Harry Hopman 4-6 13-11 6-2                           | Jack Crawford                |               |                     |
| 4 giugno  | Northern Championships 1928 Liverpool, Gran Bretagna Singolare - Doppio             |                                                      |                              |               |                     |
| 4 giugno  | North London Championships 1928 Londra, Gran Bretagna Singolare - Doppio            | Jack Cummings 6-3 6-3                                | Edgar Moon                   |               |                     |
| 4 giugno  | North London Championships 1928 Londra, Gran Bretagna Singolare - Doppio            |                                                      |                              |               |                     |
| 7 giugno  | Torneo di Wimbledon 1928 Londra, Gran Bretagna Singolare - Doppio                   | René Lacoste 6-1 4-6 6-4 6-2                         | Henri Cochet                 |               |                     |
| 7 giugno  | Torneo di Wimbledon 1928 Londra, Gran Bretagna Singolare - Doppio                   | Jacques Brugnon Henri Cochet 13-11, 6-4, 6-4         | Gerald Patterson John Hawkes |               |                     |
| 10 giugno | North Side Championships 1928 University Heights, New York, USA Singolare - Doppio  | Lawrence Kurzrok 1-6 6-4 6-3 3-6 6-2                 | A.J. Cawse                   |               |                     |
| 10 giugno | North Side Championships 1928 University Heights, New York, USA Singolare - Doppio  |                                                      |                              |               |                     |
| 10 giugno | New England Championships 1928 Hartford, USA Singolare - Doppio                     | John Doeg                                            | Gilbert Hall                 |               |                     |
| 10 giugno | New England Championships 1928 Hartford, USA Singolare - Doppio                     |                                                      |                              |               |                     |
| 11 giugno | Kent Championships 1928 Beckenham, Gran Bretagna Singolare - Doppio                 | Charles Kingsley 2-6 6-4 8-6                         | Spence                       |               |                     |
| 11 giugno | Kent Championships 1928 Beckenham, Gran Bretagna Singolare - Doppio                 |                                                      |                              |               |                     |
| 16 giugno | Metropolitan Clay Court Championships 1928 New York, USA Singolare - Doppio         | Julius Seligson 7-5 3-6 6-2 6-0                      | Herbert Bowman               |               |                     |
| 16 giugno | Metropolitan Clay Court Championships 1928 New York, USA Singolare - Doppio         |                                                      |                              |               |                     |
| 16 giugno | Middle States Championships 1928 Haverford, USA Singolare - Doppio                  | John Van Ryn 10-8 7-5 6-1                            | Francis Shields              |               |                     |
| 16 giugno | Middle States Championships 1928 Haverford, USA Singolare - Doppio                  |                                                      |                              |               |                     |
| 17 giugno | Dutch International Championships 1928 Scheveningen, Paesi Bassi Singolare - Doppio | Francis Townsend Hunter 6-0 6-3 7-5                  | Jean Borotra                 |               |                     |
| 17 giugno | Dutch International Championships 1928 Scheveningen, Paesi Bassi Singolare - Doppio |                                                      |                              |               |                     |
| 18 giugno | Northern Championships 1928 Manchester, Gran Bretagna Singolare - Doppio            | John Olliff 6-2 3-6 6-4 6-4                          | Edwin McCrea                 |               |                     |
| 18 giugno | Northern Championships 1928 Manchester, Gran Bretagna Singolare - Doppio            |                                                      |                              |               |                     |
| 23 giugno | Queen's Club Championships 1928 Londra, Gran Bretagna Erba Singolare - Doppio       | Bill Tilden 6-3 6-2 6-1                              | Francis Townsend Hunter      |               |                     |
| 23 giugno | Queen's Club Championships 1928 Londra, Gran Bretagna Erba Singolare - Doppio       |                                                      |                              |               |                     |
| 25 giugno | Eastern Clay Court Championships 1928 New York, USA Singolare - Doppio              | Gregory Mangin 6-1 6-2 1-6 6-3                       | Herbert Bowman               |               |                     |
| 25 giugno | Eastern Clay Court Championships 1928 New York, USA Singolare - Doppio              |                                                      |                              |               |                     |
| 26 giugno | Delaware State Championships 1928 Wilmington, USA Singolare - Doppio                | Francis Shields 10-12 7-5 6-1 6-1                    | Wilmer Allison               |               |                     |
| 26 giugno | Delaware State Championships 1928 Wilmington, USA Singolare - Doppio                |                                                      |                              |               |                     |
| 29 giugno | Pacific Coast Championships 1928 Berkeley, USA Cemento Singolare - Doppio           | Cranston Holman 6-3, 7-5, 3-6, 6-1                   | Robert Seller                |               |                     |
| 29 giugno | Pacific Coast Championships 1928 Berkeley, USA Cemento Singolare - Doppio           |                                                      |                              |               |                     |

### Luglio
| Settimana | Torneo                                                                          | Vincitore                                     | Finalista                        | Semifinalisti | Eliminati ai quarti |
| --------- | ------------------------------------------------------------------------------- | --------------------------------------------- | -------------------------------- | ------------- | ------------------- |
| luglio    | Southern Championships 1928 Memphis, USA Singolare - Doppio                     | Bryan Grant                                   | non conosciuta (bandiera)        |               |                     |
| luglio    | Southern Championships 1928 Memphis, USA Singolare - Doppio                     |                                               |                                  |               |                     |
| 1º luglio | Kings County Championships 1928 Brooklyn, USA Singolare - Doppio                | Sadakazu Onda 6-2 6-2 6-0                     | D. Lewis                         |               |                     |
| 1º luglio | Kings County Championships 1928 Brooklyn, USA Singolare - Doppio                |                                               |                                  |               |                     |
| 7 luglio  | Ontario Championships 1928 Ottawa, Canada Singolare - Doppio                    | John Doeg                                     | Alfred Chapin                    |               |                     |
| 7 luglio  | Ontario Championships 1928 Ottawa, Canada Singolare - Doppio                    |                                               |                                  |               |                     |
| 8 luglio  | New Jersey State Championships 1928 Montclair, USA Singolare - Doppio           | Wilmer Allison                                | Bell                             |               |                     |
| 8 luglio  | New Jersey State Championships 1928 Montclair, USA Singolare - Doppio           |                                               |                                  |               |                     |
| 8 luglio  | Nassau Bowl 1928 Glen Cove, USA Singolare - Doppio                              | John Van Ryn                                  | King                             |               |                     |
| 8 luglio  | Nassau Bowl 1928 Glen Cove, USA Singolare - Doppio                              |                                               |                                  |               |                     |
| 9 luglio  | Torneo di Stamford 1928 Stamford, USA Singolare - Doppio                        | Francis Shields 4-6 6-3 6-4                   | Appel                            |               |                     |
| 9 luglio  | Torneo di Stamford 1928 Stamford, USA Singolare - Doppio                        |                                               |                                  |               |                     |
| 9 luglio  | Northumberland Championships 1928 Newcastle, Gran Bretagna Singolare - Doppio   | Eskel Dundas Andrews 6-0 6-3 6-1              | Arthur Holden Lowe               |               |                     |
| 9 luglio  | Northumberland Championships 1928 Newcastle, Gran Bretagna Singolare - Doppio   |                                               |                                  |               |                     |
| 9 luglio  | Quaker Ridge Championships 1928 New Rochelle, USA Singolare - Doppio            | Melvin Partridge 6-2 6-1 7-5                  | Ewing                            |               |                     |
| 9 luglio  | Quaker Ridge Championships 1928 New Rochelle, USA Singolare - Doppio            |                                               |                                  |               |                     |
| 9 luglio  | East of England Championships 1928 Felixstowe, Gran Bretagna Singolare - Doppio | Gordon Crole-Rees 3-6 8-6 6-2                 | Sydney M. Jacob                  |               |                     |
| 9 luglio  | East of England Championships 1928 Felixstowe, Gran Bretagna Singolare - Doppio |                                               |                                  |               |                     |
| 9 luglio  | Scottish Championships 1928 Edimburgo, Gran Bretagna Singolare - Doppio         | Ian Collins 2-6 7-5 6-4 6-2                   | Yoshiro Ohta                     |               |                     |
| 9 luglio  | Scottish Championships 1928 Edimburgo, Gran Bretagna Singolare - Doppio         |                                               |                                  |               |                     |
| 9 luglio  | Midland Counties Championships 1928 Edgbaston, Gran Bretagna Singolare - Doppio | Mohammed Sleem 4-6 6-1 6-0 6-0                | Keats Lester                     |               |                     |
| 9 luglio  | Midland Counties Championships 1928 Edgbaston, Gran Bretagna Singolare - Doppio |                                               |                                  |               |                     |
| 9 luglio  | Western Championships 1928 Chicago, USA Singolare - Doppio                      | Emmet Pare                                    | Pao-Hua Lum                      |               |                     |
| 9 luglio  | Western Championships 1928 Chicago, USA Singolare - Doppio                      |                                               |                                  |               |                     |
| 10 luglio | Welsh Championships 1928 Newport, Gran Bretagna Singolare - Doppio              | Eric Peters 6-4 6-1 3-6 6-0                   | David H. Williams                |               |                     |
| 10 luglio | Welsh Championships 1928 Newport, Gran Bretagna Singolare - Doppio              |                                               |                                  |               |                     |
| 14 luglio | New York State Championships 1928 Syracuse, USA Singolare - Doppio              | Frederic Mercur 8-6 6-1 6-4                   | Wilmer Allison                   |               |                     |
| 14 luglio | New York State Championships 1928 Syracuse, USA Singolare - Doppio              |                                               |                                  |               |                     |
| 15 luglio | Rhode Island State Championships 1928 Providence, USA Singolare - Doppio        | John Doeg 6-0 6-4 6-4                         | Arnold W. Jones                  |               |                     |
| 15 luglio | Rhode Island State Championships 1928 Providence, USA Singolare - Doppio        |                                               |                                  |               |                     |
| 15 luglio | West New Jersey Championships 1928 Moorestown, USA Singolare - Doppio           | Carl Fischer                                  | Colborn                          |               |                     |
| 15 luglio | West New Jersey Championships 1928 Moorestown, USA Singolare - Doppio           |                                               |                                  |               |                     |
| 15 luglio | Bergen County Championships 1928 Hackensack, USA Singolare - Doppio             | Percy Lloyd Kynaston 6-3 6-2 7-5              | Sadakazu Onda                    |               |                     |
| 15 luglio | Bergen County Championships 1928 Hackensack, USA Singolare - Doppio             |                                               |                                  |               |                     |
| 16 luglio | Torneo di Frinton-on-Sea 1928 Frinton-on-Sea, Gran Bretagna Singolare - Doppio  | J.H. Frowen 6-4 6-4                           | Dawnay                           |               |                     |
| 16 luglio | Torneo di Frinton-on-Sea 1928 Frinton-on-Sea, Gran Bretagna Singolare - Doppio  |                                               |                                  |               |                     |
| 16 luglio | Düsseldorf Championships 1928 Düsseldorf, Germania Singolare - Doppio           | 6-4 9-7                                       | Christian Boussus                |               |                     |
| 16 luglio | Düsseldorf Championships 1928 Düsseldorf, Germania Singolare - Doppio           |                                               |                                  |               |                     |
| 16 luglio | Irish Championships 1928 Dublino, Irlanda Singolare - Doppio                    | George Lyttleton Rogers 5-7 6-1 6-8 6-4 6-2   | Dudley Pitt                      |               |                     |
| 16 luglio | Irish Championships 1928 Dublino, Irlanda Singolare - Doppio                    |                                               |                                  |               |                     |
| 16 luglio | Tri-State Championships 1928 Cincinnati, USA Singolare - Doppio                 | Emmet Pare 2-6 6-1 6-4 6-4                    | Harris Coggeshall                |               |                     |
| 16 luglio | Tri-State Championships 1928 Cincinnati, USA Singolare - Doppio                 | John Barr James Quick 3-6, 7-9, 6-1, 9-7, 6-2 | Bruce Barnes Karl Kamrath        |               |                     |
| 21 luglio | Richmond County Clay Court Championships 1928 New York, USA Singolare - Doppio  | Percy Lloyd Kynaston 8-10 6-2 8-6             | D. Lewis                         |               |                     |
| 21 luglio | Richmond County Clay Court Championships 1928 New York, USA Singolare - Doppio  |                                               |                                  |               |                     |
| 23 luglio | Longwood Bowl 1928 Brookline, USA Singolare - Doppio                            | Wilmer Allison 7-9 6-4 6-2 6-2                | John Van Ryn                     |               |                     |
| 23 luglio | Longwood Bowl 1928 Brookline, USA Singolare - Doppio                            |                                               |                                  |               |                     |
| 28 luglio | Canadian Championships 1928 Toronto, Canada Singolare - Doppio                  | Wilmer Allison 6-2 6-4 6-3                    | John Van Ryn                     |               |                     |
| 28 luglio | Canadian Championships 1928 Toronto, Canada Singolare - Doppio                  | Wilmer Allison John Van Ryn 6-1, 6-3, 6-1     | Willard Crocker Marcel Rainville |               |                     |
| 30 luglio | Metropolitan Grass Court Championships 1928 Rye, USA Singolare - Doppio         | Julius Seligson 6-3 6-2 2-6 6-3               | Bell                             |               |                     |
| 30 luglio | Metropolitan Grass Court Championships 1928 Rye, USA Singolare - Doppio         |                                               |                                  |               |                     |

### Agosto
| Settimana | Torneo                                                                            | Vincitore                                 | Finalista                    | Semifinalisti | Eliminati ai quarti |
| --------- | --------------------------------------------------------------------------------- | ----------------------------------------- | ---------------------------- | ------------- | ------------------- |
| agosto    | Queensland Championships 1928 Brisbane, Australia Singolare - Doppio              | Jim Willard 6-1 6-4 3-6 6-3               | Richard Schlesinger          |               |                     |
| agosto    | Queensland Championships 1928 Brisbane, Australia Singolare - Doppio              |                                           |                              |               |                     |
| 4 agosto  | North Jersey Coast Championships 1928 Westfield, USA Singolare - Doppio           | Gilbert Hall 6-1 8-6 6-3                  | Ernest Kuhn                  |               |                     |
| 4 agosto  | North Jersey Coast Championships 1928 Westfield, USA Singolare - Doppio           |                                           |                              |               |                     |
| 4 agosto  | Seabright Invitational 1928 Seabright, USA Singolare - Doppio                     | John Van Ryn 6-8 6-1 6-4 4-6 10-10 ritiro | Wilmer Allison               |               |                     |
| 4 agosto  | Seabright Invitational 1928 Seabright, USA Singolare - Doppio                     |                                           |                              |               |                     |
| 5 agosto  | Staten Island Clay Court Championships 1928 New York, USA Singolare - Doppio      | D. Lewis 6-4 6-3 6-1                      | A.J. Cawse                   |               |                     |
| 5 agosto  | Staten Island Clay Court Championships 1928 New York, USA Singolare - Doppio      |                                           |                              |               |                     |
| 6 agosto  | Suffolk Championships 1928 Saxmundham, Gran Bretagna Singolare - Doppio           | Randolph Lycett 8-6 6-2                   | Dawnay                       |               |                     |
| 6 agosto  | Suffolk Championships 1928 Saxmundham, Gran Bretagna Singolare - Doppio           |                                           |                              |               |                     |
| 6 agosto  | German Championships 1928 Amburgo, Germania Singolare - Doppio                    | Daniel Prenn 6-1 6-4 6-3                  | Hans Moldenhauer             |               |                     |
| 6 agosto  | German Championships 1928 Amburgo, Germania Singolare - Doppio                    |                                           |                              |               |                     |
| 6 agosto  | Hampshire Championships 1928 Bournemouth, Gran Bretagna Singolare - Doppio        | Eskel Dundas Andrews 4-6 6-3 6-4          | Keats Lester                 |               |                     |
| 6 agosto  | Hampshire Championships 1928 Bournemouth, Gran Bretagna Singolare - Doppio        |                                           |                              |               |                     |
| 11 agosto | Southampton Invitation 1928 Southampton, USA Singolare - Doppio                   | Berkeley Bell 6-0 6-3 7-5                 | Gregory Mangin               |               |                     |
| 11 agosto | Southampton Invitation 1928 Southampton, USA Singolare - Doppio                   |                                           |                              |               |                     |
| 12 agosto | Connecticut State Championships 1928 Norfock, USA Singolare - Doppio              | Percy Lloyd Kynaston                      | H. Holbrook Hyde             |               |                     |
| 12 agosto | Connecticut State Championships 1928 Norfock, USA Singolare - Doppio              |                                           |                              |               |                     |
| 13 agosto | Derbyshire Championships 1928 Buxton, Gran Bretagna Singolare - Doppio            | Gordon Crole-Rees 3-6 9-7 6-1             | Norman Farquharson           |               |                     |
| 13 agosto | Derbyshire Championships 1928 Buxton, Gran Bretagna Singolare - Doppio            |                                           |                              |               |                     |
| 19 agosto | Eastern Grass Court Championships 1928 Rye, USA Singolare - Doppio                | John Doeg 7-5 8-6 6-1                     | Frederic Mercur              |               |                     |
| 19 agosto | Eastern Grass Court Championships 1928 Rye, USA Singolare - Doppio                |                                           |                              |               |                     |
| 20 agosto | North of England Championships 1928 Scarborough, Gran Bretagna Singolare - Doppio | Eskel Dundas Andrews 7-5 6-4 6-1          | John Olliff                  |               |                     |
| 20 agosto | North of England Championships 1928 Scarborough, Gran Bretagna Singolare - Doppio |                                           |                              |               |                     |
| 20 agosto | West Sussex Championships 1928 Bognor Regis, Gran Bretagna Singolare - Doppio     | Mohammed Sleem 6-1 6-2                    | Ralph Wackett                |               |                     |
| 20 agosto | West Sussex Championships 1928 Bognor Regis, Gran Bretagna Singolare - Doppio     |                                           |                              |               |                     |
| 24 agosto | Lake Placid Club Championships 1928 Lake Placid, USA Singolare - Doppio           | Frederic Mercur 4-6 6-3 6-4 6-4           | H. Ward Dawson               |               |                     |
| 24 agosto | Lake Placid Club Championships 1928 Lake Placid, USA Singolare - Doppio           |                                           |                              |               |                     |
| 26 agosto | Newport Casino Trophy 1928 Newport, USA Erba Singolare - Doppio                   | George Lott 2-6 6-0 3-6 6-2 6-0           | John Van Ryn                 |               |                     |
| 26 agosto | Newport Casino Trophy 1928 Newport, USA Erba Singolare - Doppio                   |                                           |                              |               |                     |
| 27 agosto | U.S. National Championships 1928 New York, USA Erba Singolare - Doppio            | Henri Cochet 4-6 6-4 3-6 7-5 6-3          | Francis Townsend Hunter      |               |                     |
| 27 agosto | U.S. National Championships 1928 New York, USA Erba Singolare - Doppio            | George Lott John Hennessey 6-2, 6-1, 6-2  | Gerald Patterson John Hawkes |               |                     |

### Settembre
| Settimana    | Torneo                                                                           | Vincitore                           | Finalista                 | Semifinalisti | Eliminati ai quarti |
| ------------ | -------------------------------------------------------------------------------- | ----------------------------------- | ------------------------- | ------------- | ------------------- |
| settembre    | German Pro Championships 1928 Berlino, Germania Singolare - Doppio               | Roman Najuch                        | H. Bartlet                |               |                     |
| settembre    | German Pro Championships 1928 Berlino, Germania Singolare - Doppio               |                                     |                           |               |                     |
| settembre    | British Pro Championships 1928 Eastbourne, Gran Bretagna Singolare - Doppio      | Dan Maskell                         | non conosciuta (bandiera) |               |                     |
| settembre    | British Pro Championships 1928 Eastbourne, Gran Bretagna Singolare - Doppio      |                                     |                           |               |                     |
| settembre    | Cinque Ports Championships 1928 Folkestone, Gran Bretagna Singolare - Doppio     | Henry Standring 5-7 7-5 6-1 6-0     | John Pennycuick           |               |                     |
| settembre    | Cinque Ports Championships 1928 Folkestone, Gran Bretagna Singolare - Doppio     |                                     |                           |               |                     |
| 10 settembre | Le Touquet First Meeting 1928 Le Touquet, Francia Singolare - Doppio             | Emmanuel du Plaix 6-4 7-5 6-8 6-4   | Henry George Mayes        |               |                     |
| 10 settembre | Le Touquet First Meeting 1928 Le Touquet, Francia Singolare - Doppio             |                                     |                           |               |                     |
| 10 settembre | South of England Championships 1928 Eastbourne, Gran Bretagna Singolare - Doppio | Yoshiro Ohta 3-6 6-1 6-0            | Charles Kingsley          |               |                     |
| 10 settembre | South of England Championships 1928 Eastbourne, Gran Bretagna Singolare - Doppio |                                     |                           |               |                     |
| 29 settembre | U.S. Pro Tennis Championships 1928 New York, USA Erba Singolare - Doppio         | Vincent Richards 8-6, 6-3, 0-6, 6-2 | Karel Koželuh             |               |                     |
| 29 settembre | U.S. Pro Tennis Championships 1928 New York, USA Erba Singolare - Doppio         |                                     |                           |               |                     |

### Ottobre
| Settimana  | Torneo                                                                              | Vincitore                                     | Finalista                    | Semifinalisti | Eliminati ai quarti |
| ---------- | ----------------------------------------------------------------------------------- | --------------------------------------------- | ---------------------------- | ------------- | ------------------- |
| 8 ottobre  | Pacific Southwest Championships 1928 Los Angeles, USA Singolare - Doppio            | Henri Cochet 2-6 6-4 6-3 6-3                  | Christian Boussus            |               |                     |
| 8 ottobre  | Pacific Southwest Championships 1928 Los Angeles, USA Singolare - Doppio            |                                               |                              |               |                     |
| 15 ottobre | Queen's Pro Championships 1928 Londra, Gran Bretagna Terra rossa Singolare - Doppio | Robert Ramillon                               | Edmund Burke                 |               |                     |
| 15 ottobre | Queen's Pro Championships 1928 Londra, Gran Bretagna Terra rossa Singolare - Doppio | Roman Najuch Albert Burke 3-6 1-6 6-3 7-5 6-3 | Robert Ramillon Edmund Burke |               |                     |
| 21 ottobre | British Covered Court Championships 1928 Londra, Gran Bretagna Singolare - Doppio   | Jean Borotra 4-6 6-1 6-2 6-3                  | Gordon Crole Rees            |               |                     |
| 21 ottobre | British Covered Court Championships 1928 Londra, Gran Bretagna Singolare - Doppio   |                                               |                              |               |                     |

### Novembre
| Settimana  | Torneo                                                                            | Vincitore                   | Finalista   | Semifinalisti | Eliminati ai quarti |
| ---------- | --------------------------------------------------------------------------------- | --------------------------- | ----------- | ------------- | ------------------- |
| 5 novembre | French Closed Covered Court Championships 1928 Parigi, Francia Singolare - Doppio | René de Buzelet 6-4 6-1 6-1 | A. Augustin |               |                     |
| 5 novembre | French Closed Covered Court Championships 1928 Parigi, Francia Singolare - Doppio |                             |             |               |                     |

### Dicembre
| Settimana   | Torneo                                                                        | Vincitore                         | Finalista             | Semifinalisti | Eliminati ai quarti |
| ----------- | ----------------------------------------------------------------------------- | --------------------------------- | --------------------- | ------------- | ------------------- |
| dicembre    | New Zealand Championships 1928 Christchurch, Nuova Zelanda Singolare - Doppio | Geoff Olliver 6-1 4-6 6-3 3-6 9-7 | Edgar L. Bartleet     |               |                     |
| dicembre    | New Zealand Championships 1928 Christchurch, Nuova Zelanda Singolare - Doppio | Edgar L. Bartleet J.T. Laurenson  |                       |               |                     |
| 3 dicembre  | Victorian Championships 1928 Melbourne, Australia Singolare - Doppio          | Jack Crawford 6-2 6-3 6-4         | Harry Hopman          |               |                     |
| 3 dicembre  | Victorian Championships 1928 Melbourne, Australia Singolare - Doppio          |                                   |                       |               |                     |
| 27 dicembre | Beausite First Meeting 1928 Cannes, Francia Singolare - Doppio                | Brame Hillyard 9-7 6-3 6-2        | Jack Montagu Hillyard |               |                     |
| 27 dicembre | Beausite First Meeting 1928 Cannes, Francia Singolare - Doppio                |                                   |                       |               |                     |
| 30 dicembre | Coupe de Noel 1928 Parigi, Francia Singolare - Doppio                         | Jean Borotra 6-3 6-4 6-3          | Henri Cochet          |               |                     |
| 30 dicembre | Coupe de Noel 1928 Parigi, Francia Singolare - Doppio                         |                                   |                       |               |                     |
| 31 dicembre | Metropole Club Championships 1928 Cannes, Francia Singolare - Doppio          | Uberto De Morpurgo 13-11 6-4 6-1  | Giorgio De Stefani    |               |                     |
| 31 dicembre | Metropole Club Championships 1928 Cannes, Francia Singolare - Doppio          |                                   |                       |               |                     |

## Senza data
| Settimana  | Torneo                                                   | Vincitore       | Finalista                 | Semifinalisti | Eliminati ai quarti |
| ---------- | -------------------------------------------------------- | --------------- | ------------------------- | ------------- | ------------------- |
| Senza data | Torneo di La Jolla 1928 La Jolla, USA Singolare - Doppio | Dolf Muehleisen | non conosciuta (bandiera) |               |                     |
| Senza data | Torneo di La Jolla 1928 La Jolla, USA Singolare - Doppio |                 |                           |               |                     |